# Paulinella chromatophora
Paulinella chromatophora — вид прісноводних ризарій типу церкозоїв (Cercozoa).

## Опис
Клітина бобоподібна, зеленого кольору, завдовжки 20-30 мкм. Кожна клітина має два хроматофора, які виконують функцію хлоропластів. Доведено, що хроматофори організм отримав асимілювавши ціанобактерії.